# Viso del Marqués
Viso del Marqués település Spanyolországban, Ciudad Real tartományban. Viso del Marqués Baños de la Encina, Almuradiel, San Lorenzo de Calatrava, Calzada de Calatrava, Granátula de Calatrava, Santa Cruz de Mudela, Torre de Juan Abad, Santisteban del Puerto, Aldeaquemada, Santa Elena és La Carolina községekkel határos. Lakosainak száma 2081 fő (2024).

## Népesség
A település népessége az elmúlt években az alábbi módon változott:
| Lakosok száma | 3035 | 2958 | 2898 | 2811 | 2755 | 2578 | 2447 | 2298 | 2224 | 2081 |
|               | 2001 | 2004 | 2006 | 2009 | 2011 | 2014 | 2016 | 2019 | 2021 | 2024 |